# Marguerite Broquedis
Marguerite Broquedis (Pau, 17 april 1893 – 23 april 1983, Orléans) was een tennisspeelster uit Frankrijk. Op de Olympische Spelen van 1912 in Stockholm won ze goud op het damesenkelspel en samen met Jean Borotra het brons bij het gemengd dubbelspel. Tevens won zij de Franse nationale kampioenschappen in 1913 en 1914 in het enkelspel, in 1924 in het dubbelspel met Yvonne Bourgeois, alsmede driemaal in het gemengd dubbelspel (in 1911 met André Gobert en in 1924 en 1927 met Jean Borotra).
Op 19 april 1917 trad zij in het huwelijk met Marcel Billout. Daarna speelde zij op toernooien onder de namen Marguerite Broquedis-Billout en Marguerite Billout. Na haar tweede huwelijk (in 1925) was zij bekend als Marguerite Broquedis-Bordes dan wel Marguerite Bordes.
Zij beëindigde haar actieve tennisloopbaan omstreeks 1930.